# Rory Gibbs

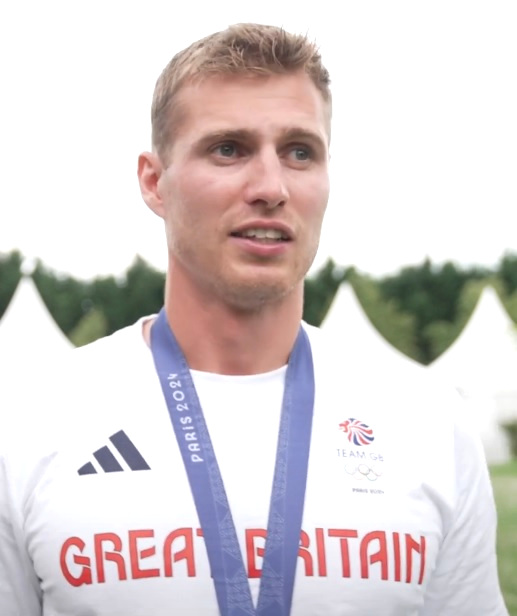
Rory Gibbs bei einem Interview während der Olympischen Spiele 2024

Rory Gibbs (* 3. April 1994) ist ein britischer Ruderer. Er war Weltmeister 2022 sowie Europameister 2019, 2021 und 2022. 2024 wurde er Olympiasieger.

## Karriere
Gibbs war 2015 Fünfter im Achter bei den U23-Weltmeisterschaften, 2016 erreichte er mit dem Vierer mit Steuermann ebenfalls den fünften Platz.
2019 wurde der britische Vierer ohne Steuermann neu zusammengesetzt. In der Aufstellung Oliver Cook, Matthew Rossiter, Rory Gibbs und Sholto Carnegie siegten die Briten bei den Europameisterschaften in Luzern vor den Polen und den Deutschen. Im Weltcup belegten die Briten den vierten Platz in Posen und den zweiten Platz in Rotterdam. Ende August bei den Weltmeisterschaften in Linz siegten die Polen vor den Rumänen, dahinter erruderten die Briten die Bronzemedaille. 2021 gewann der britische Vierer bei den Europameisterschaften in Varese vor den Rumänen und den Italienern. Bei den Olympischen Spielen in Tokio belegte der britische Vierer den vierten Platz.
2022 bei den Europameisterschaften in München gewann Gibbs mit dem britischen  Achter den Titel vor den Niederländern. Einen Monat später siegten die Briten bei den Weltmeisterschaften in Račice u Štětí ebenfalls vor den Niederländern. Bei den Europameisterschaften 2023 in Bled gewann die Crew vor den Rumänen und den Niederländern. Drei Monate später bei den Weltmeisterschaften in Belgrad siegte der britische Achter vor den Niederländern und den Australiern. 2024 gewann der britische Achter bei den Europameisterschaften in Szeged mit über zwei Sekunden Vorsprung vor dem Deutschland-Achter. Drei Monate später bei den Olympischen Spielen in Paris siegten die Briten mit einer Sekunde Vorsprung vor den Niederländern.